# Dendya quadripodifera
Dendya quadripodifera är en svampdjursart som beskrevs av Hozawa 1929. Dendya quadripodifera ingår i släktet Dendya och familjen Soleneiscidae.
Artens utbredningsområde är havet kring Japan. Inga underarter finns listade i Catalogue of Life.